# Nallachius bruchi
Nallachius bruchi is een insect uit de familie Dilaridae, die tot de orde netvleugeligen (Neuroptera) behoort. De soort komt voor in Argentinië.